# Réserve écologique du Pin-Rigide
Die Réserve écologique du Pin-Rigide ist ein im Jahr 1977 auf einer Fläche von 63,1 ha eingerichtetes Schutzgebiet im äußersten Süden der kanadischen Provinz Québec in der regionalen Grafschaftsgemeinde Le Haut-Saint-Laurent.
Es liegt 50 km südwestlich von Montréal auf dem Gebiet der Gemeinde Saint-Antoine-Abbé. Seine Aufgabe liegt in Schutz eines alten Waldes, der ganz überwiegend aus Pech-Kiefern (Pinus rigida, daher der Name des Schutzgebiets) besteht, eine Baumart, die in Québec seit 2005 als bedroht gilt.

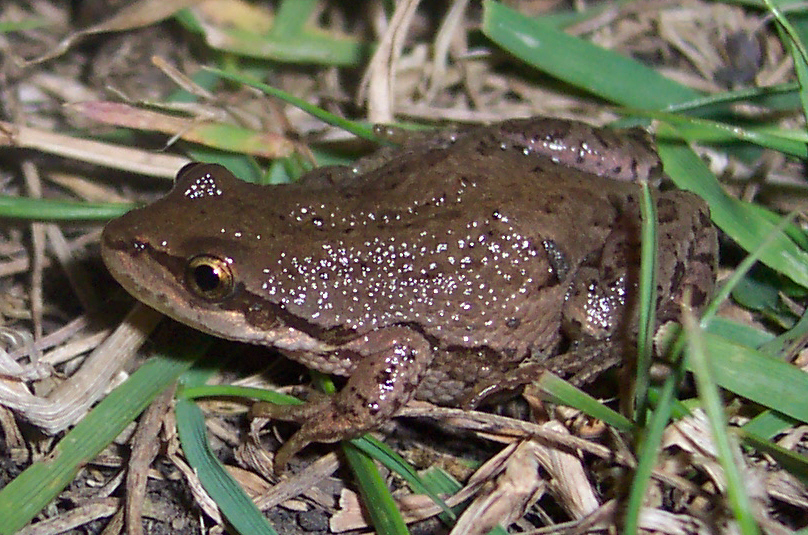
Pseudacris maculata

Das Gebiet ist nährstoffarm und der Boden sauer, die Felsen auf drei Viertel der Fläche des Schutzgebiets nur von einer sehr dünnen Humusschicht bedeckt. Die Pechkiefer ist in der Lage, sich den Bodenverhältnissen hervorragend anzupassen. Dort, wo die Humusschicht nur 10 cm oder weniger stark ist, wächst sie niedriger und die Abstände zwischen den Bäumen nehmen zu. Die vergleichsweise kleinwüchsige Baumart erreicht nur auf guten Böden eine gewisse Größe. Einige der Bäume im Schutzgebiet sind etwa 45 Jahre alt, werden 10 bis 12 m hoch und erreichen einen Stammdurchmesser von 25 cm.
Neben der namensgebenden Baumart sind 68 Gefäßpflanzen und weitere 24 andere Pflanzenarten nachgewiesen. Von ihnen gilt die Bartonia virginica (französisch bartonie de Virginie), eine der drei Arten der Gattung Bartonia, als gefährdet.
Bei drei Tierarten ist der Status prekär bzw. sind die Arten bedroht oder gefährdet. Diese sind Pseudacris maculata (französisch rainette faux-grillon), eine Amphibienart, sowie der Vierzehensalamander und der Pampazaunkönig. Ansonsten ist die Fauna eher artenarm.